# Ligne Yamada
Ne doit pas être confondu avec Ligne Kintetsu Yamada.
La ligne Yamada (山田線, Yamada-sen) est une ligne ferroviaire exploitée par la East Japan Railway Company (JR East), dans la préfecture d'Iwate au Japon. Elle relie la gare de Morioka à celle de Miyako.

## Histoire
La section de Morioka à Kami-Yonai ouvre le 10 octobre 1923 et la ligne est prolongée par étapes de 1928 à 1939 jusqu'à Kamaishi.
La ligne est sévèrement endommagée à la suite du séisme de 2011 de la côte Pacifique du Tōhoku, en particulier la section côtière entre Miyako et Kamaishi. Cette dernière est rouverte en mars 2019 après avoir été transférée à la compagnie privée Sanriku Railway. 
La gare de Hiratsuto, plus desservie depuis mars 2022, est officiellement fermée en mars 2023.

## Caractéristiques

### Ligne
- Longueur : 102,1 km
- Écartement : 1 067 mm

### Liste des gares

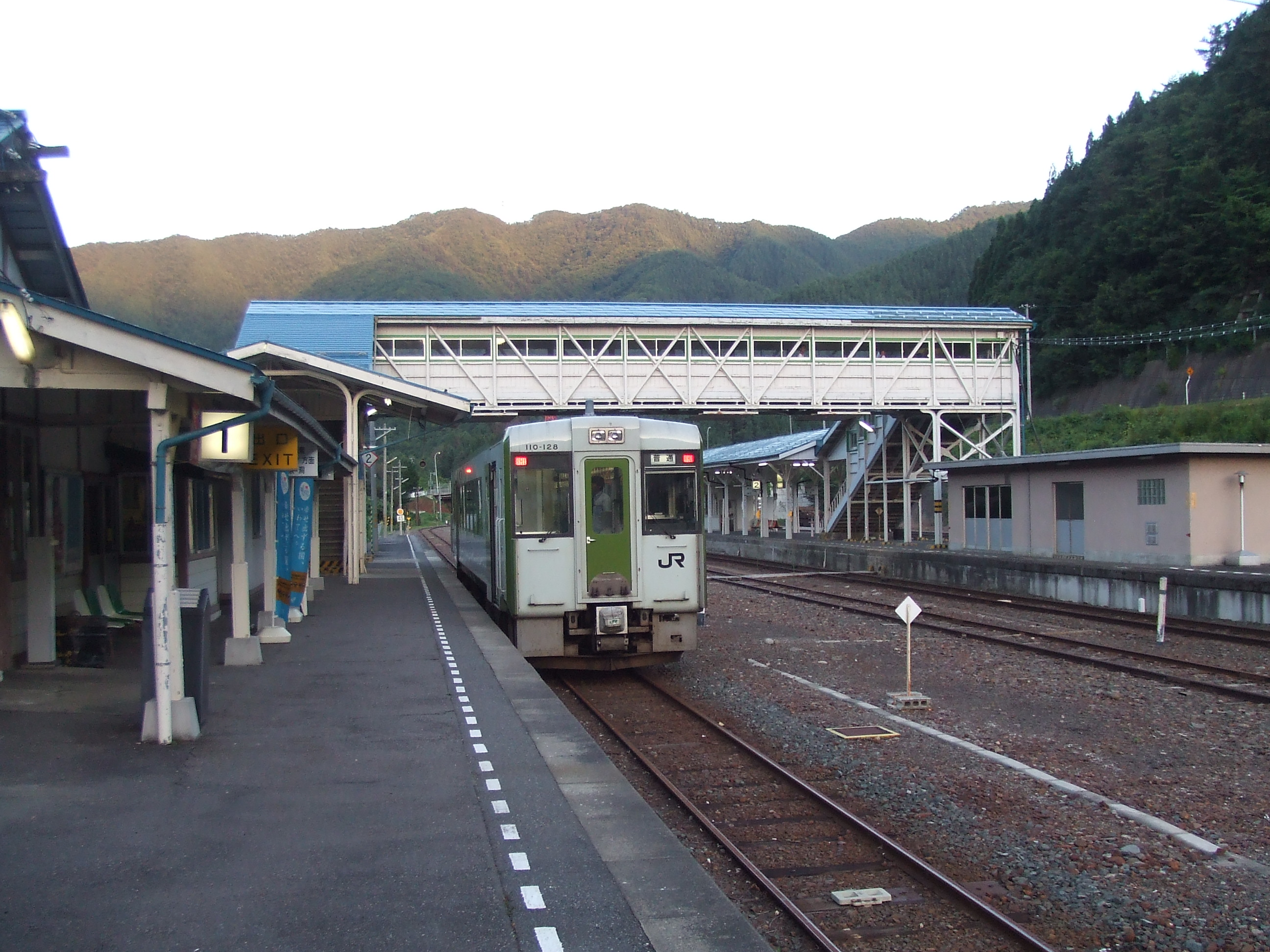
La ligne à Moichi

| Gare          | Nom japonais | Distance depuis Morioka (km) | Correspondances | Localisation |
| ------------- | ------------ | ---------------------------- | --- | ------------ |
| Morioka       | 盛岡         | 0                            | JR East : Akita Shinkansen, Tōhoku Shinkansen, Tōhoku, Hanawa, Tazawako Iwate Galaxy Railway : Iwate Galaxy Railway | Morioka      |
| Kami-Morioka  | 上盛岡       | 2,8                          | | Morioka      |
| Yamagishi     | 山岸         | 4,9                          | | Morioka      |
| Kami-Yonai    | 上米内       | 9,9                          | | Morioka      |
| Kuzakai       | 区界         | 35,6                         | | Miyako       |
| Matsukusa     | 松草         | 43,6                         | | Miyako       |
| Kawauchi (ja) | 川内         | 61,5                         | | Miyako       |
| Hakoishi      | 箱石         | 65,7                         | | Miyako       |
| Rikuchū-Kawai | 陸中川井     | 73,5                         | | Miyako       |
| Haratai       | 腹帯         | 82,6                         | | Miyako       |
| Moichi        | 茂市         | 87,0                         | | Miyako       |
| Hikime        | 蟇目         | 91,5                         | | Miyako       |
| Kebaraichi    | 花原市       | 94,2                         | | Miyako       |
| Sentoku       | 千徳         | 98,8                         | | Miyako       |
| Miyako        | 宮古         | 102,1                        | Santetsu : Rias | Miyako       |

## Matériel roulant
La ligne est parcourue par des autorails série KiHa 100.